# Aigaliers
Aigaliers település Franciaországban, Gard megyében. Lakosainak száma 534 fő (2022. január 1.). Aigaliers Baron, Belvézet, Foissac, Saint-Just-et-Vacquières, Serviers-et-Labaume és Seynes községekkel határos.

## Népesség
A település népességének változása:
| Lakosok száma | 224  | 257  | 306  | 456  | 475  | 490  | 507  | 518  | 525  | 534  |
|               | 1968 | 1982 | 1990 | 2006 | 2013 | 2015 | 2017 | 2019 | 2020 | 2022 |